# Schleswig-Klasse
Die Schleswig-Klasse (Klasse 744) ist eine aus zwei Einheiten bestehende Hilfsschiffsklasse der Deutschen Marine.

## Geschichte
Die Boote der Klasse wurden auf der Werft Tamsen Maritim in Rostock für die Wehrtechnische Dienststelle 71 (WTD 71) in Eckernförde als Ersatz für die 1971 in Dienst gestellten Arbeitsboote der Klasse 743 (AM 6 (Y 1674), AM 8 (Y 1675) und AM 7 (Y 1679)) gebaut. Die Boote wurden am 28. Juli 2021 bestellt. Auftraggeber war das Bundesamt für Ausrüstung, Informationstechnik und Nutzung der Bundeswehr (BAAINBw) in Koblenz. Aus Kapazitätsgründen ließ Tamsen Maritim, von dem der Schiffstyp entwickelt worden war, die Boote auf der Werft SET Schiffbau- u. Entwicklungsgesellschaft Tangermünde in Tangermünde bauen.
Die beiden Boote wurden am 11. Dezember 2023 vom Direktor der Wehrtechnischen Dienststelle 71 Frank Menning in Dienst gestellt und den Zivilbesatzungen unter den Kapitänen Stefanie Klatt (Schleswig) und Jörg Meyerholz (Holstein) übergeben.

## Beschreibung
Die Boote der Klasse werden aufgrund ihres Einsatzspektrums als STS-Boote (Sicherungs-, Transport-, Schleppboote) bezeichnet. Sie werden von der Wehrtechnischen Dienststelle 71 zum Schleppen und Bugsieren anderer Marineeinheiten, zum Absichern von Seegebieten z. B. bei Erprobungen von Waffensystemen, zum Personentransport und zur Unterstützung von Forschungsaufgaben eingesetzt. Darüber hinaus können die Boote auch für den Einsatz von Unterwassergerät und Tauchern genutzt werden.
Angetrieben werden sie von einem MAN-Dieselmotor mit 368 kW Leistung, der die Boote auf rund 10 kn beschleunigt.
Im vorderen Bereich der Schiffe befindet sich ein Decksaufbau mit dem Steuerhaus. Dahinter befindet sich ein offenes Arbeitsdeck. Auf der Steuerbordseite ist hier ein Kran zum Bewegen von Lasten und Geräten installiert.

## Schiffe
| Schleswig-Klasse (Klasse 744) | Schleswig-Klasse (Klasse 744) | Schleswig-Klasse (Klasse 744) | Schleswig-Klasse (Klasse 744)                                |
| Bauname                       | Baunr.                        | Kennung                       | Kiellegung Stapellauf Ablieferung Indienststellung           |
| ----------------------------- | ----------------------------- | ----------------------------- | ------------------------------------------------------------ |
| Schleswig                     |                               | Y 1654                        | 15. Februar 2022 Januar 2023 16. März 2023 11. Dezember 2023 |
| Holstein                      |                               | Y 1655                        | 13. August 2022 29. August 2023 11. Dezember 2023            |